# Systur
Systur (укр. «Сестри») або Sísý Ey, також відомі як Сіґґа, Бета й Елін — ісландський гурт, заснований 2011 року, що складається з трьох сестер: Сиґрідур, Елізабет й Елін. Вони представляли Ісландію на Пісенному конкурсі Євробачення 2022, де посіли 23 місце, з піснею «Með hækkandi sól» після перемоги на Söngvakeppnin 2022.

## Історія
Сиґрідур, Елізабет й Елін Ейторсдоттір виросли у Вестурбайрі та Граварвогюрі, Рейк'явік. Їхньою матір'ю є співачка Еллен Крістіансдоттір, а батьком — композитор і клавішник Ейор Гуннарссон, який також є учасником гурту Mezzoforte. Окрім цього, їхня мати Еллен двічі була учасницею Söngvakeppni Sjónvarpsins у 1989 та 1990 роках. Молодший брат Ейор є досвідченим перкусіоністом.
Сестри почали свою музичну кар'єру у 2011 році в складі гурту Sísý Ey, який назвали на честь своєї бабусі. Як Sísý Ey вони випустили свій дебютний сингл «Ain't Got Nobody» у 2013 році та співпрацювали з британським хаус-лейблом Defected Records для випуску робіт «Do It Good» у 2015 році та «Mystified» у 2018 році. У 2016 році виступали на Ґластонберському фестивалі.
У 2017 році вони випустили свій перший сингл як тріо під назвою «Bounce from the Bottom», який опублікували під псевдонімом Tripolia.
Окрім роботи як тріо, сестри також виступають як окремі сольні виконавиці.

### Участь у Євробаченні

#### Söngvakeppnin
Після 2 півфіналів, у яких з 10 пісень були обрані фіналістами лише 5, ісландська телекомпанія RÚV провела 12 березня 2022 року фінал Söngvakeppnin, популярного процесу національного відбору учасника Євробаченні від Ісландії. Сіґґа, Бета й Елін стали переможницями першого півфіналу відбору з 10788 голосами. У першому турі фіналу гурт посів друге місце, поступившись близько 2 тис. голосів іншим учасницям — Reykjavíkurdætur з піснею «Turn This Around». Проте у другому турі Сіґґа, Бета й Елін здобули перемогу з 77380 голосами та отримали право представляти Ісландію на Пісенному конкурсі Євробачення 2022.

#### Євробачення 2022
У першому півфіналі Євробачення, що відбувся 10 травня 2022 року, гурт виступив під 14 номером та досяг 10 місця зі 103-а балами (з яких 39 від телеглядачів, 64 — від журі), що означало для країни прохід у фінал. 14 травня, у фіналі Євробачення 2022, Сіґґа, Бета й Елін посіли 23 місце з 20 загальними балами.

## Музичний стиль
Під час створення своїх пісень Systur надихаються історіями людей, історією Ісландії, поезією та природою. Вони також знаходять натхнення у роботах таких співачок, як Лорін Гілл і Джилліан Велч.

## Особисте життя

### Активізм

#### Права трансгендерів
Сіґґа, Бета й Елін твердо вірять у цілющу силу музики й проводять велику частину свого часу, підтримуючи тих, хто маргіналізований у суспільстві. Так, останніми роками вони зосередили свою активність на правах транс-дітей.

#### Вторгнення в Україну
У півфіналі та фіналі конкурсу співачки вийшли на сцену Євробачення 2022 з наліпками на гітарі у вигляді українського прапора, а надалі тримали прапор у грінрумі та прийшли з ними на пресконференцію після першого півфіналу. Окрім цього, Сіґґа, Бета й Елін виходили з прапором України на церемонії відкриття Євробачення. На пресконференції вони зазначили: «Ми маємо голосно говорити про Україну, і не дозволити світу звикнути до війни».